# Grupp 4-element
Grupp 4-element kallas gruppen av grundämnen i periodiska systemet som omfattar följande ämnen:
- Titan
- Zirkonium
- Hafnium
- Rutherfordium

## Bildgalleri

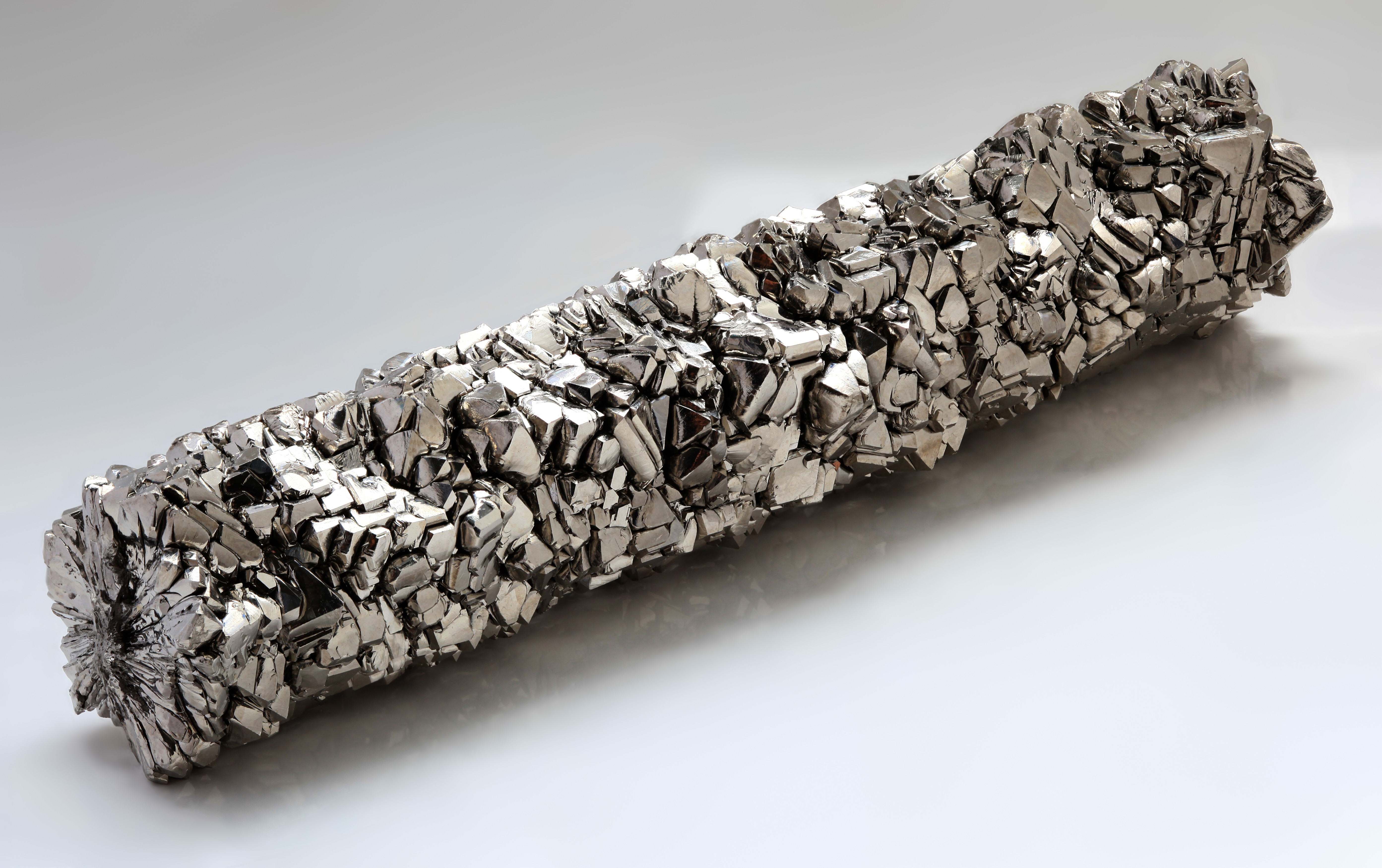
Titan Crystal Bar, 99,995 %
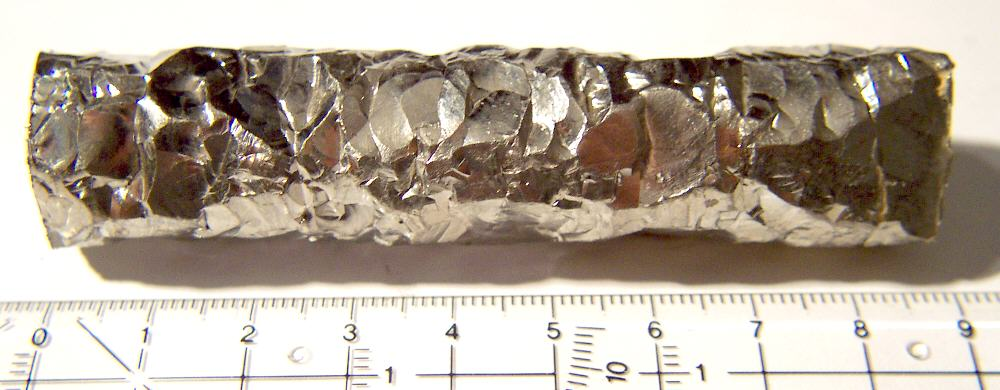
Zirkonium Crystal Bar, 99,97 %
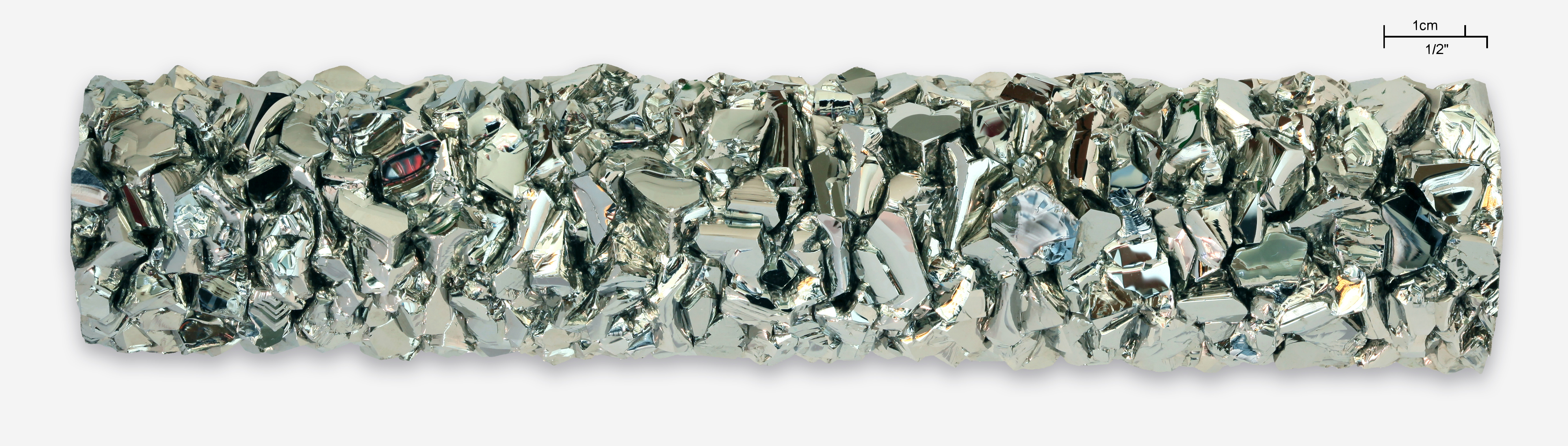
Hafnium Crystal Bar, > 99,9 %